# Ла Сиудад де лос Нињос, Алберге (Олута)
Ла Сиудад де лос Нињос, Алберге (шп. La Ciudad de los Niños, Albergue) насеље је у Мексику у савезној држави Веракруз у општини Олута. Насеље се налази на надморској висини од 79 м.

## Становништво
Према подацима из 2010. године у насељу је живело 22 становника.

### Хронологија
| Година       | 2010 |
| ------------ | ---- |
| Становништво | 22   |

### Попис
| # | Индикатор                     | Вредност |
| - | ----------------------------- | -------- |
| 1 | Укупно домаћинстава           | 1        |
| 2 | Укупно насељених домаћинстава | 1        |
| 3 | Величина локације             | 1        |